# Christian Doermer
Christian Doermer (* 5. Juli 1935 in Rostock; † 14. Juli 2022 in Nußdorf am Inn) war ein deutscher Schauspieler, Filmemacher, Regisseur, Produzent und Drehbuchautor.

## Biografie
Der Sohn des Arztes Hartmut Doermer und der Schauspielerin Ruth von Zerboni wuchs nach der Trennung der Eltern in verschiedenen europäischen Städten auf und besuchte das Schlossinternat Neubeuern. Nach dem Abitur studierte er Soziologie und Volkswirtschaft in Frankfurt und Marburg. Durch Vermittlung seiner Mutter, die in München die Schauspielschule Zerboni betrieb, erhielt er ab 1954 erste, zunächst kleine Filmrollen. 1956 debütierte er am Deutschen Schauspielhaus in Hamburg als Theaterschauspieler. Im Film fiel Doermer erstmals im Jahre 1956 durch den Klassiker Die Halbstarken auf, wo er als braver jüngerer Bruder von Horst Buchholz in dessen kriminelle Machenschaften hineingezogen wird. Daraufhin folgten für Doermer Hauptrollen in weiteren Jugendfilmen wie Die Frühreifen (1957) sowie Alle Wege führen heim (1958). In Flucht nach Berlin (1960) spielte er einen enttäuschten jungen SED-Funktionär, der sich nach West-Berlin absetzt. Dafür erhielt er das Filmband in Gold als bester Nachwuchsschauspieler. 1961 wirkte er in dem erfolgreichsten Krimi-Sechsteiler Das Halstuch nach einer Vorlage von Francis Durbridge mit. An seiner Seite spielten in diesem Straßenfeger so hochkarätige Kollegen wie Heinz Drache, Albert Lieven, Horst Tappert, Margot Trooger, Erwin Linder, Dieter Borsche, Hellmut Lange und Erica Beer.
Im Jahre 1962 gehörte Doermer (als einziger Schauspieler) zu den 26 Unterzeichnern des Oberhausener Manifests. Dieses Manifest wollte den deutschen Film moderner machen und begründete so den Neuen Deutschen Film. Gemeinsam mit anderen Mitstreitern wurde er dafür zwanzig Jahre später mit einem weiteren Filmband in Gold für „langjähriges und hervorragendes Wirken im deutschen Film“ geehrt. Doermer übernahm in den 1960er-Jahren regelmäßig Rollen in solch „modernen“ deutschen Filmen, beispielsweise 1962 die Hauptrolle in Herbert Veselys Klassiker Das Brot der frühen Jahre nach der gleichnamigen Erzählung von Heinrich Böll. Darin spielte er einen Elektriker, der aus seinem durchschnittlichen Leben ausbricht und den Neuanfang wagt. Nach der Mitwirkung in verschiedenen Fernsehfilmen und einer wichtigen Rolle in Peter Schamonis sozialkritischem Werk Schonzeit für Füchse (1965) fand er Ende der sechziger Jahre Zugang zu einigen internationalen Produktionen. So übernahm er etwa 1969 eine Nebenrolle in Richard Attenboroughs Regiedebüt, dem britischen Filmmusical Oh! What a Lovely War.
1963 gründete Doermer seine eigene Filmfirma Cine Dokument Film. In der Art der Autorenfilmer realisierte er selbst mehrere Filme, bei denen er zugleich Autor, Produzent, Regisseur und Darsteller war. Er spezialisierte sich dabei auf Spiel- sowie Dokumentarfilme über ferne Regionen wie Indien, Afrika und Asien. Immer wieder thematisierte er dabei interkulturelle Probleme, so im Fernsehfilm Du (1975), der die Beziehung zwischen einem in Thailand lebenden Deutschen und seiner einheimischen Hausangestellten in den Mittelpunkt stellte. 1979 drehte Doermer, der sich immer wieder mit Philosophie beschäftigte, einen Fernseh-Zweiteiler über das Leben und die Theorien von Friedrich Nietzsche. Nachdem sein aufwändiger Kinofilm über General Paul von Lettow-Vorbeck 1984 Finanzierungsschwierigkeiten hatte und zum Flop geriet, da das Interesse in Deutschland an einer kritischen Auseinandersetzung mit Kolonialvergangenheit noch nicht vorhanden war, wandte sich Doermer vermehrt wieder der Schauspielerei zu. Er spielte unter anderem in populären Fernsehserien wie Tatort, Ein Fall für zwei, Anwalt Abel sowie zuletzt 2011 in Kommissarin Lucas. Daneben spielte er historische Rollen wie den bayrischen Ministerpräsidenten Ludwig von der Pfordten im Fernseh-Mehrteiler Bismarck (1990), General Hans Oster in Bonhoeffer – Die letzte Stufe (2000) sowie den Chef des OKW Wilhelm Keitel in Stauffenberg (2004).
1989 gründete Doermer mit Hans Clarin und der Schauspielerin Mona Freiberg die Produktionsgesellschaft Ensemble am Chiemsee, die vor allem Programmbeiträge für das Privatfernsehen und regionale Medien lieferte. Beim Radiosender Charivari Rosenheim moderierte er außerdem über viele Jahre zweiwöchentlich das Kulturprogramm Funkturm. Er war Mitglied der Deutschen Filmakademie.
Christian Doermer war von 1961 bis zu ihrem Tod mit der Schriftstellerin Lore (Laura) Schmidt-Polex (1935–2010) verheiratet und war Vater von drei Kindern. Er starb am 14. Juli 2022 im Alter von 87 Jahren und wurde auf dem Friedhof von Grainbach beerdigt.

## Filmografie
- 1954: Geliebtes Fräulein Doktor
- 1955: Das Forsthaus in Tirol
- 1956: Viele kamen vorbei
- 1956: Die letzte Patrouille (TV)
- 1956: Juno und der Pfau (TV)
- 1956: Die Halbstarken
- 1957: Der Stern von Afrika
- 1957: Vater, unser bestes Stück
- 1957: Die Frühreifen
- 1957: Alle Wege führen heim
- 1957: Jeder lebt allein (TV)
- 1958: Paul und Julia (TV)
- 1958: Ohne Mutter geht es nicht
- 1959: Der Nobelpreis (TV)
- 1959: Bezaubernde Arabella
- 1960: Ein Fingerhut voll Mut (TV)
- 1960: Geschminkte Jugend / Die Nacht am See (Uraufführung 1987)
- 1960: Flucht nach Berlin
- 1961: Das Riesenrad
- 1961: Das kleine Wunder (TV)
- 1962: Das Brot der frühen Jahre
- 1962: Liebe mit zwanzig. Episode: München
- 1962: Das Halstuch (TV-Sechsteiler nach Francis Durbridge)
- 1962: Die Revolution entläßt ihre Kinder (TV-Dreiteiler)
- 1962: Der Kronanwalt (TV-Film)
- 1962: 90 Minuten nach Mitternacht
- 1962: Das große Vorbild (TV)
- 1963: Das Band (TV)
- 1964: Zwischenlandung Düsseldorf
- 1964: Die Verbrecher (TV)
- 1964: Tod um die Ecke (TV)
- 1964: Die erste Legion (TV)
- 1965: Romulus der Große (TV)
- 1965: Fall erledigt (TV)
- 1966: Schonzeit für Füchse
- 1966: Das Cello (TV)
- 1966: Die fünfte Kolonne: Ein Auftrag für … (TV)
- 1966: Das Rätsel von Foresthouse
- 1966: Playgirl
- 1966: Die Rechnung – eiskalt serviert
- 1967: Ich hatte mir das anders vorgestellt (TV-Dokumentarfilm; Regie, Produktion)
- 1967: Das Attentat – Walter Rathenau (TV)
- 1967: Eine etwas sonderbare Dame (TV)
- 1968: Inder in Kenia (TV-Dokumentarfilm; Regie, Produktion)
- 1968: The Syndicate
- 1968: Joanna
- 1968: Prüfung eines Lehrers (TV)
- 1969: Oh! What a Lovely War
- 1969: Nachts schlafen die Ratten doch (TV-Serie Werkbeispiele)
- 1969: Schußfahrt (Downhill Racer)
- 1970: Schlaf in den Augen von Soho (TV-Film; Regie, Buch, Darsteller, Produktion)
- 1970: Buddhas Geburtstag (TV-Film; Regie, Buch, Darsteller, Produktion)
- 1971: Hoste heisse (Dokumentarfilm; Regie, Buch, Produktion)
- 1974: Pimai (Dokumentarfilm; Regie, Buch, Produktion)
- 1975: Du (Regie, Buch, Darsteller, Produktion)
- 1976: Krisenherd Nahost (TV-Serie, 4 Folgen; Regie, Buch, Produktion)
- 1976: Peki (Dokumentarfilm; Regie, Buch, Produktion)
- 1976: Die Reportage (TV)
- 1977: Ein Volksfeind (TV)
- 1978: Beef Belt (Dokumentarfilm; Regie, Buch, Produktion)
- 1979: Sils Maria (2 Teile; Regie, Produktion)
- 1984: Lettow-Vorbeck. Der deutsch-ostafrikanische Imperativ (Regie, Buch, Darsteller, Produktion)
- 1986: Väter und Söhne (TV-Vierteiler)
- 1987: Das Treibhaus[7]
- 1988: Heimatmuseum (TV-Dreiteiler)
- 1988: Ein Fall für zwei: Tödliche Versöhnung (TV)
- 1988/89 Erdenschwer
- 1989: Der Leibwächter (TV-Zweiteiler)
- 1989: Ein verhexter Sommer (TV)
- 1989: Brauchen wir eine neue Präambel? (TV-Film; Regie, Produktion)
- 1989: Die Zeugin (TV)
- 1990: Hüpfendes Fleisch (TV)
- 1990: Bismarck (TV-Dreiteiler)
- 1990: Reisen ins Landesinnere (Regie, Produktion)
- 1990: Projekt Aphrodite (TV-Serie)
- 1991: Ende der Unschuld (TV)
- 1993: Morlock – Kinderkram (TV)
- 1994: Tadesse – warum?
- 1995: Am Morgen danach (TV)
- 1996: Peter Strohm: Der Eisenmann (TV)
- 1996: Deckname Dennis
- 1997: Schmutzige Wahrheit (TV)
- 1997: Porträt eines Richters (TV)
- 1998: Liebe im Schatten des Drachen
- 1998: Supersingle (TV)
- 1999: Else – Geschichte einer leidenschaftlichen Frau (TV)
- 1999: Ein einzelner Mord
- 2000: Unser Leben, unser Glück (Regie, Darsteller; TV-Film)
- 2000: Bonhoeffer – Die letzte Stufe
- 2000–2001: Anwalt Abel (TV, zwei Folgen)
- 2001: Tatort – Berliner Bärchen (TV)
- 2001: Wambo (TV)
- 2002: Ich hab es nicht gewollt – Anatomie eines Mordfalls (TV)
- 2003: Aus Liebe zu Deutschland – Eine Spendenaffäre (TV)
- 2004: Stauffenberg (TV)
- 2011: Kommissarin Lucas – Gierig (TV)

## Auszeichnungen
- 1961: Filmband in Gold (Nachwuchsdarsteller) für Flucht nach Berlin
- 1982: Filmband in Gold für langjähriges und hervorragendes Wirken im deutschen Film als Unterzeichner des Oberhausener Manifestes